# Вівтар Землі і Злаків

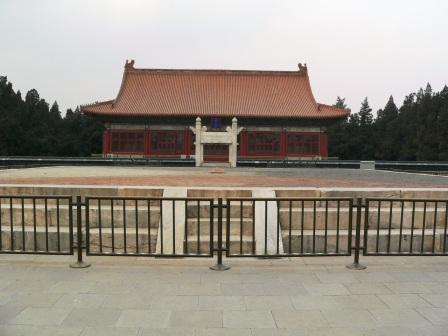
Вівтар Землі і Злаків

Вівтар Землі і Злаків (кит.: 社稷坛 Шецзітань) — храмовий комплекс, що знаходиться у центральній частині парку Чжуншань (Пекін).

## Історія
Побудовано у 1421 році за наказом імператора Чжу Ді. Тут імператори династій Мін і Цін приносили жертви богам землі і 5 злакам — рису, просу, ячменю, пшениці, бобам. Вважалося, що подібні церемонії гарантують гарне дозрівання врожаю. У 1900 році під час придушення повстання іхетуаней, тут розташовувався штаб військ США.
У 1911 році після повалення династії Цін, перетворено на місце розведення свиней та овець, вирощування люцерни. У 1913 році передано у володіння уряду Китайської республіки. У 1914 році храмовий комплекс і територія навколо нього були перетворені на Центральний парк, 10 жовтня того ж року відкрито для відвідування. Став першим з імператорських парків та місць відкритим для населення держави. 1928 року перейменовано на парк Чжуншань. При цьому Вівтар Землі і Злаків взято під державну охорону.
Вівтар як й всі будови парку постраждав під час Другої японо-китайської війни 1937—1945 року. З 1949 року уряд КНР почав відродження занедбаних й пошкоджених будівель, зокрема й Вівтаря Землі і Злаків.

## Опис
Розташовано навпроти Храму імператорських предків та Залою Сунь Ятсена, з південно-східної сторони Гугуна та біля західної частини воріт Тяньаньмень, на південь від Альтанки Цілющих слів знаходиться північний вхід до Вівтаря. Заввишки 1 м, у верхній частини довжина становить 16 м, у середній — 16,8 м, нижній — 17,8 м. Оточено круглою стіною.
На території храмового комплексу також розташовані декілька паркових будівель і павільйонів, зокрема Бібліотека божества землі, кухня, численні павільйони. Головний схід виходить на схід.
Сам Вівтар споруджено у вигляді квадрата. Як матеріал застосовано білий мармур. Північна частина зафарбована у чорний колір, південна — червоний, західна — білий, східний — жовтий. Це відповідає 5 елементам і стихій. Деякий час кольорові плитки були пошкоджені, залишилася ґрунтовка поверх мармуру. Цікавинкою є Двері Вівтаря (Двері Левів) у вигляді апсиди з червоного дерева з 3 отворами.